# کورشیم
کورشیم (به قزاقی: Kurshim) یک منطقهٔ مسکونی در قزاقستان است که در شهرستان کورشیم واقع شده‌است. کورشیم ۸٬۴۹۰ نفر جمعیت دارد.